# Старожадівська сільська рада
Старожадівська сільська́ ра́да — адміністративно-територіальна одиниця та орган місцевого самоврядування у Сторожинецькому районі Чернівецької області. Адміністративний центр — село Стара Жадова.

## Загальні відомості
- Населення ради: 3 975 осіб (станом на 2001 рік)

## Населені пункти
Сільській раді підпорядковані населені пункти:
- с. Стара Жадова
- с. Дібрівка
- с. Косованка
- с. Нова Жадова

## Склад ради
Рада складається з 26 депутатів та голови.
- Голова ради: Ткачук Олександр Вікторович
- Секретар ради: Косован Тетяна Олександрівна

### Керівний склад попередніх скликань
| Прізвище, ім'я, по батькові | Основні відомості                                                               | Дата обрання | Дата звільнення |
| --------------------------- | ------------------------------------------------------------------------------- | ------------ | --------------- |
| Мотрюк Олексій Мар'янович   | Сільський голова, 1978 року народження, безпартійний                            | 26.03.2006   | 31.10.2010      |
| Пилипко Іван Дмитрович      | Сільський голова, 1962 року народження, освіта середня спеціальна, безпартійний | 31.10.2010   | 16.12.2012      |
| Ткачук Олександр Вікторович | Сільський голова, 1963 року народження, освіта вища, безпартійний               | 16.12.2012   |                 |

Примітка: таблиця складена за даними сайту Верховної Ради України

### Депутати
За результатами місцевих виборів 2010 року депутатами ради стали:

#### За суб'єктами висування
| Суб'єкт висування               | Кількість обраних депутатів | %    |
| ------------------------------- | --------------------------- | ---- |
| Самовисування                   | 17                          | 65,4 |
| Політична партія «Наша Україна» | 6                           | 23,1 |
| Політична партія «Фронт Змін»   | 3                           | 11,5 |

#### За округами
| № округу                        | Прізвище, ім'я, по батькові  | Дата визнання обраним | Освіта             | Партійна приналежність                        | Відомості про обраного депутата                                          |
| ------------------------------- | ---------------------------- | --------------------- | ------------------ | --------------------------------------------- | ------------------------------------------------------------------------ |
| Політична партія «Наша Україна» |                              |                       |                    |                                               |                                                                          |
| 3                               | Печінка Наталія Василівна    | 02.11.2010            | вища               | член Політичної партії «Наша Україна»         | пенсіонер                                                                |
| 6                               | Поляк Ольга Степанівна       | 02.11.2010            | середня спеціальна | член Політичної партії «Наша Україна»         | Комарівська сільська рада, головний бухгалтер                            |
| 7                               | Казимірко Олена Михайлівна   | 02.11.2010            | вища               | член Політичної партії «Наша Україна»         | Старожадівська сільська рада, головний бухгалтер                         |
| 16                              | Гараміта Іван Миколайович    | 02.11.2010            | середня спеціальна | член Політичної партії «Наша Україна»         | КП «Старожадівський добробут», директор                                  |
| 20                              | Гаврилюк Марія Іллівна       | 02.11.2010            | середня спеціальна | член Політичної партії «Наша Україна»         | Старожадівська сільська дільнича лікарня, старша медсестра               |
| 22                              | Пилипко Дмитро Іванович      | 02.11.2010            | вища               | член Політичної партії «Наша Україна»         | Дібрівська загальноосвітня школа І-ІІ ст., вчитель                       |
| Політична партія «Фронт Змін»   |                              |                       |                    |                                               |                                                                          |
| 12                              | Баран Дмитро Ілліч           | 02.11.2010            | вища               | член Політичної партії «Фронт Змін»           | ПМК −76 «Факел», виконроб                                                |
| 17                              | Кравчук Наталія Семенівна    | 02.11.2010            | вища               | член Політичної партії «Фронт Змін»           | Старожадівська загальноосвітня школа І-ІІІ ст., вчитель                  |
| 23                              | Доскалюк Василь Олексійович  | 02.11.2010            | середня спеціальна | член Політичної партії «Фронт Змін»           | тимчасово не працює                                                      |
| Самовисування                   |                              |                       |                    |                                               |                                                                          |
| 1                               | Ткачук Олександр Вікторович  | 02.11.2010            | вища               | позапартійний                                 | приватний підприємець                                                    |
| 2                               | Шевчук Любов Михайлівна      | 02.11.2010            | середня            | позапартійна                                  | Старожадівське відділення поштового зв'язку, листоноша                   |
| 4                               | Колабський Микола Юрійович   | 02.11.2010            | вища               | позапартійний                                 | Сторожинецька спортивна школа, заступник директора з тренувальної роботі |
| 5                               | Попович Омелян Іларіонович   | 02.11.2010            | середня спеціальна | позапартійний                                 | ДП Держспецлісгосп, майстер лісу                                         |
| 8                               | Костюк Марко Миколайович     | 02.11.2010            | середня спеціальна | позапартійний                                 | пенсіонер                                                                |
| 9                               | Гараміта Дмитро Васильович   | 02.11.2010            | середня            | позапартійний                                 | тимчасово не працює                                                      |
| 10                              | Косован Тетяна Олександрівн  | 02.11.2010            | вища               | позапартійна                                  | Старожадівська сільська рада, секретар виконкому                         |
| 11                              | Рибак Степан Григорович      | 02.11.2010            | середня            | член Політичної партії «Наша Україна»         | пенсіонер                                                                |
| 13                              | Ткачук Михайло Іванович      | 27.12.2010            | середня            | позапартійний                                 | пенсіонер                                                                |
| 14                              | Сопутняк Олексій Іванович    | 27.12.2010            | середня            | позапартійний                                 | приватний підприємець                                                    |
| 15                              | Данилюк Оксана Макарівна     | 02.11.2010            | вища               | член Всеукраїнського об'єднання «Батьківщина» | Старожадівське ССТАРА, заступник голови                                  |
| 18                              | Гаврилюк Марія Омелянівна    | 02.11.2010            | середня спеціальна | позапартійна                                  | Старожадівська сільська рада, землевпорядник                             |
| 19                              | Гулей Іван Васильович        | 02.11.2010            | середня            | позапартійний                                 | приватний підприємець                                                    |
| 21                              | Якимчук Юрій Михайлович      | 02.11.2010            | середня спеціальна | член Народної партії                          | АТ «Буковина», гол зоотехнік                                             |
| 24                              | Серецький Сергій Миколайович | 02.11.2010            | середня спеціальна | позапартійний                                 | приватний підприємець                                                    |
| 25                              | Сабура Савета Танасіївна     | 02.11.2010            | вища               | позапартійна                                  | АТ «Буковина», заступник голови правління                                |
| 26                              | Косован Петро Михайлович     | 26.12.2010            | вища               | позапартійний                                 | тимчасово не працює                                                      |